# Олень (рэпер)
Оле́г Ви́кторович Башка́тов (14 июля 1970, Москва, СССР — 21 июня 1996, Москва, Россия), более известный под псевдонимом Олень — советский и российский рэп-исполнитель и танцор брейк-данса. Участник брейк-данс-команд «Баковка Сити Брейкерс» (1988) и «Магический круг» (1989—1990), солист рэп-групп «Дубовый Гай» (1991) и «Мальчишник» (1992—1993).

## Биография
Олег Башкатов родился 14 июля 1970 года в Москве. В 1987 году увлёкся брейк-дансом и освоил нижний стиль «брейкинг», исполнял элементы Power moves и был известен за свой «прыгающий геликоптер»». В начале 1988 года стал участником брейк-данс-трио «Баковка Сити Брейкерс» (Bakovka City Breakers), в которое помимо него вошли Дмитрий Морозкин («Краб») и Сергей Пыльчиков («Муравей»). В феврале состоялось первое выступление трио на зеленоградском конкурсе танцев в стиле брейк «Зеленоград '88». В марте перед выступлением на празднике-конкурсе молодёжного танца «Витебск '88» (Витебск, Белоруссия) к команде присоединились два танцора в стиле «кинг-тат»: Дмитрий Клевцов («Клёпа») и Сергей («Кабан»). После этого Муравей покинул команду, а вместо него появились Антон Генералов («Крыс»), Михаил Медведев («Медведь») и Сергей Мендес, с которыми «Баковка» выступила на брейк-фестивале Breiko Svente-88 (Шяуляй, Литва) 2 мая. В августе 1989 года Олень присоединился к московскому брейк-данс-коллективу «Магический круг», с которым выступил на Всесоюзных брейк-данс-фестивалях Papuga '89 и «Колобок '89» со знаменитым номером «Буратино». На фестивале «Колобок '89» «Буратино» был признан «лучшим номером всех времён и народов».
В начале 1989 года вместе с московскими брейкерами снялся в видеоклипе Владимира Преснякова-младшего на электро-фанк-композицию «Мистер Брейк» для видеоверсии рок-мюзикла «Улица» (режиссёр: Андрей Комаров), показанной на телеканале «2х2». В июне 1990 года вместе с Андреем Лысиковым («Дельфин») и Иваном Гладковым («Ваня Синий») снялся в видеоклипе Сергея Перминова и группы «Президент» на синти-поп-песню «Летний вечер», который был показан в эфире «Утренней почты» по Первой программе ЦТ.
Весной 1991 года вместе с «Дельфином» образовал рэп-дуэт «Дубовый Гай», в составе которого в качестве бэк-вокалиста поучаствовал в исполнении первых двух песен: «Чёрный город» и «Про пиво» (при участии панк-рок-группы «АЫ»). Известно о пяти выступлениях группы в 1991 году: на Всесоюзном фестивале рэп-музыки «Рэп-пик-91» в Ленинградском дворце молодёжи (21 апреля 1991 года), на первом московском фестивале рэп-музыки «Эм-Си-шоу» в московском парке Горького (30 июня 1991 года), на одной из московских дискотек в ДК «Дукат», на фестивале «Рок против дождя» в Зелёном театре в парке Горького (27 июля 1991 года) и в концертном зале Рижского технического университета на организованном компанией «Артклуб» фестивале танцевальной музыки Deju Mūzikas Festivāls '91 (8 декабря 1991 года).
Летом 1991 года снялся в эпизодической роли в фильме «Божья тварь».
Летом 1992 года вошёл в состав рэп-группы «Мальчишник» в качестве третьего солиста. Впервые выступил в составе группы на западном фестивале Rock Summer на Певческом поле в Таллине 9 июля 1992 года, где собралось сорок тысяч зрителей. Записал вокал к песням «Секс-контроль» и «Порнография», которые осенью 1992 года вышли на аудиокассете «Поговорим о сексе» от «ЗеКо Рекордс» и магнитоальбоме от «студии „Звук“».
В июле 1993 года фирма RDM выпустила на компакт-дисках альбом «Мисс большая грудь», который содержал песни с вокалом Оленя — «Секс-контроль» и «Порнография». Покинул группу в связи с её распадом в конце августа 1993 года.
В ноябре 1994 года был замечен среди гостей рэп-фестиваля Rap Music '94.
В 1995 году Башкатов пристрастился к тяжёлым наркотикам. 21 июня 1996 года умер на даче у родителей от сердечного приступа. По словам Мутабора, у него произошёл острый аллергический отёк гортани, который перекрыл ему дыхательные пути, и он задохнулся.

## Критика
В августе 1993 года редактор московской газеты «Джокер» Дмитрий Дмитриев упомянул, что несмотря на официальный распад группы «Мальчишник», Мутабор и Олень тайно выступали от имени группы под крылом администратора Киржаева и продюсера Андрея Разина.
В 2001 году автор музыкальной энциклопедии «Евразия» Андрей Грачёв отметил в истории группы «Дубовый Гай», что Олень и Дельфин решили попробовать себя в качестве музыкантов после чемпионских достижений в области брейк-данса.
В 2015 году музыкальный критик интернет-портала M’opinion Виктор Пиняев подчеркнул, что Олень и Мутабор в группе «Дубовый Гай» исполняли рэп и скретчили на советских бытовых виниловых проигрывателях и самопальных пультах.

### Рейтинги
В 2017 году был упомянут в «Некрологе брейкеров бывшего СССР за 30 лет (1986—2016)», составленным Еленой Матьяновой (Мотя из B.People).
В 2019 году в ходе опроса 74-х танцоров уличных стилей, проведённого Еленой Матьяновой (Мотя из B.People), получил 11 голосов в «Народном рейтинге брейкеров СССР 80х. Топ 56 советских низовиков (BREAKING)».

## Дискография
Дубовый Гай
- 1991 — Live in Riga

Мальчишник
- 1992 — Поговорим о сексе
- 1993 — Мисс большая грудь

## Фильмография
- 1991 — Божья тварь (эпизод)

## Награды
- 14 августа 1989 года команда «Магический круг», в составе которой был Олень, заняла второе место в номинации «номер в свободном стиле» за номер «Буратино» на Всесоюзном брейк-данс-фестивале Papuga '89 (Паланга, Литва)[31][32].
- 5 ноября 1989 года команда «Магический круг», в составе которой был Олень, заняла первое место в номинации «номер в свободном стиле» за номер «Буратино» на Всесоюзном фестивале популярных танцев «Колобок '89» (Горький, ныне — Нижний Новгород)[5][6][1].